# Caroline Robens
Caroline „Caro“ Robens (* 1979 in Wuppertal) ist eine deutsche Auswanderin und Unternehmerin.

## Leben
Robens wuchs als Einzelkind in Haan auf und erlernte den Beruf der Erzieherin. Bekanntheit erlangte sie durch die VOX-Sendung Goodbye Deutschland! Die Auswanderer, die das Leben mit ihrem Ehemann Andreas auf Mallorca zeigt, wo sie mehrere Fitnessstudios und Restaurants betreiben.
Gemeinsam mit ihrem Mann nahm sie 2020 an der RTL-Sendung Das Sommerhaus der Stars teil, die sie gewannen. Weitere Auftritte hatte sie in den Sendungen Pocher – gefährlich ehrlich! sowie Caro und Andreas – 4 Fäuste für Mallorca.
Im März 2021 wurde bekannt gegeben, dass Caro und Andreas die Faneteria von Daniela Büchner übernehmen würden.

## Fernsehauftritte
- Seit 2015: Goodbye Deutschland! Die Auswanderer (VOX)
- 2020: Das Sommerhaus der Stars (RTL)
- 2020: Pocher – gefährlich ehrlich! (RTL)
- 2021: Caro und Andreas – 4 Fäuste für Mallorca (TVNOW/VOX)
- 2024: Die Dekoprofis – Die schönste Idee für jedes Budget (VOX)